# Trochoidea caroni
Trochoidea caroni е вид коремоного от семейство Hygromiidae.

## Разпространение
Видът е разпространен в Италия (Сицилия).